# Hoplophaeogenes curticornis
Hoplophaeogenes curticornis là một loài tò vò trong họ Ichneumonidae.